# Archibald Cary Coolidge
Archibald Cary Coolidge (ur. 6 marca 1866, zm. 14 stycznia 1928) – amerykański historyk i dyplomata, badacz dziejów Rosji. 

## Życiorys
Był profesorem Harvard University, jednym z inicjatorów badań nad dziejami Rosji w USA. Jego uczniem był m.in.: Robert Howard Lord i Robert J. Kerner. Z kolei jego dalekim kuzynem był 30. prezydent Stanów Zjednoczonych Calvin Coolidge

## Wybrane publikacje
- The United States as a World Power, (1908).
- The Origins of the Triple Alliance, (1917).
- Ten Years of War and Peace, (1927).
- redaktor Foreign Affairs, a journal of the Council on Foreign Relations.